# 52231 Sitnik
52231 Sitnik eller 1978 RX1 är en asteroid i huvudbältet som upptäcktes den 5 september 1978 av den rysk-sovjetiske astronomen Nikolaj Tjernych vid Krims astrofysiska observatorium på Krim. Den har fått sitt namn efter Grigorij Fedorovich Sitnik.
Asteroiden har en diameter på ungefär 2 kilometer.